# Savone
El Savone és un riu de la Campània que formava la frontera entre aquesta regió i el Latium a la divisió d'Itàlia feta per August.
En llatí se l'anomenava riu Savo o Savus. Desaiguava a la mar Tirrena entre Sinuessa i la desembocadura del Vulturnus. Era creuat per mitjà d'un pont (Pons Campanus) per la via Àpia.